# شاطبي (بلنسية)
شاطبيّ هي بلدية في مقاطعة بلنسية في منطقة بلنسية بإسبانيا